# Holger Wehlage
Holger Wehlage (Meppen, 3 luglio 1976) è un ex calciatore tedesco, di ruolo centrocampista.

## Carriera
Ha giocato nella massima serie tedesca con il Werder Brema.